# Festival in Jarocin

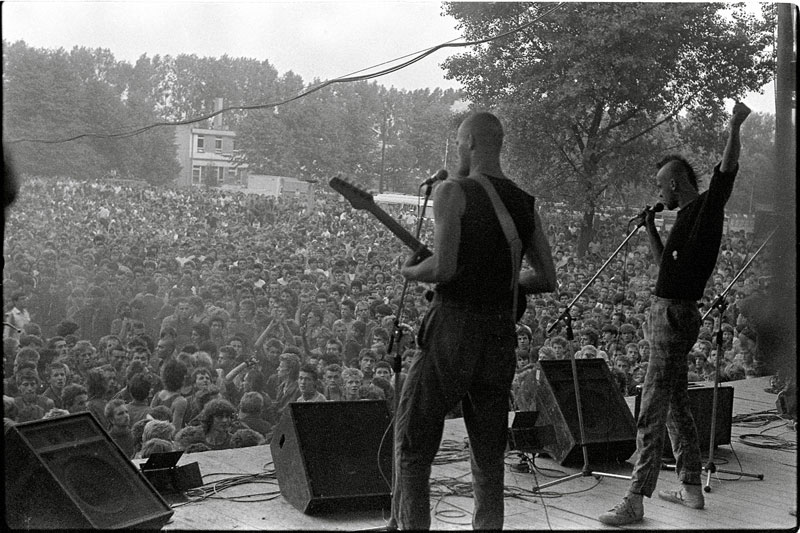
Konzerte der Gruppe Siekiera (1984)

Das Festival in Jarocin (polnisch Festiwal w Jarocinie) war ein jährlich von 1980 bis 1994 stattfindendes Musikfestival in Polen in der Stadt Jarocin, im östlichen Teil der Wojewodschaft Großpolen. Initiator und Hauptorganisator war Walter Chełstowski,. Zu Beginn wurde die Veranstaltung Ogólnopolski Przegląd Muzyki Młodej Generacji (Gesamtpolnische Schau der Musik der jungen Generation) genannt. Bereits zuvor fanden in Jarocin von 1970 bis 1979 die Großpolnischen Rhythmen der Jugend (Wielkopolskie Rytmy Młodych) statt, ab 1983 wurde der Name Festival der Rockmusik (Festiwal Muzyków Rockowych) geändert.
Gespielt wurde hauptsächlich Blues, Rock, Heavy Metal und Punk-Rock. Zum 2. Festival 1981 kamen etwa 10.000 Jugendliche. Die Teilnehmer, Bands und Organisatoren stand unter Beobachtung des polnischen Sicherheitsdienstes Służba Bezpieczeństwa.
Nach Ende der Volksrepublik Polen war der Rebellionsgedanke nicht mehr die treibende Kraft. 1993 wurde Philipp Morris Sponsor und es kam zu Ausschreitungen gegen die Kommerzialisierung des Festivals. Auch im darauffolgenden Jahr kam es zu Ausschreitungen; 70 Personen wurden verletzt und es entstand Sachschaden. Daraufhin verweigerten die Behörden Jarocins die Genehmigungen für das Festival, welches damit sein Ende fand. Später wurden Versuche gemacht es wiederzubeleben, diese konnten aber nicht an die Erfolge anknüpfen. Seit 2000 gibt es das Nachfolgefestival Jarocin PRL Festiwal.
Zu den bekanntesten Gruppen, die ihr Debüt bei diesem Festival hatten, zählen:
- Dżem
- TSA
- Armia
- Dezerter
- Kult
- Maanam
- Brygada Kryzys
- Sztywny Pal Azji
- Acid Drinkers
- Hey